# Nososticta silvicola
Nososticta silvicola – gatunek ważki z rodziny pióronogowatych (Platycnemididae).